# Гейл, Меган
Ме́ган Кейт Гейл (англ. Megan Kate Gale; род. 7 августа 1975, Перт, Западная Австралия, Австралия) — австралийская фотомодель, актриса
 и модельер.

## Биография
Меган Кейт Гейл родилась 7 августа 1975 года в Перте (провинция Западная Австралия, Австралия) в семье англичанина и маори-полинезийки. У Меган есть два старших брата. По состоянию на октябрь 2003 года она проживает в Лугано (кантон Тичино, Швейцария).

## Карьера
В 18-летнем возрасте Меган победила на конкурсе красоты в родном Перте. В 1999 году после нескольких лет работы моделью Гейл была принята для съёмки итальянских рекламных роликов в «Omnitel», где она работала до 2006 года.
Начиная с 1999 года Меган также снимается в кино и является модельером. В 2012 году была номинирована на премию «Astra Awards» в категории «Любимая личность — женщина».

## Личная жизнь
С января 2011 года Гейл встречается с футболистом Шоном Хэмпсоном, от которого у неё есть двое детей— сын Ривер Алан Томас Хэмпсон (род. 13.05.2014) и дочь Рози Мэй Ди Хэмпсон (род. 27.09.2017). В мае 2016 года у неё случился выкидыш на восьмой неделе беременности.

## Фильмография
| Год  |   | Русское название             | Оригинальное название | Роль                     |
| ---- | - | ---------------------------- | --------------------- | ------------------------ |
| 2004 | ф | Очарованная луной            | Stregati dalla luna   | Вивиана                  |
| 2005 | ф | Стелс                        | Stealth               | секретарь доктора Орбита |
| 2010 | ф | Я тоже тебя люблю            | I Love You Too        | Франческа Моретти        |
| 2014 | с | Страна чудес                 | Wonderland            | Амелия Уиндсор           |
| 2014 | ф | Искатель воды                | The Water Diviner     | Фатма                    |
| 2015 | ф | Безумный Макс: Дорога ярости | Mad Max: Fury Road    | Валькирия                |
| 2016 | ф | Оливковые сёстры             | The Olive Sisters     | миссис Мартино           |